# Mi ami davvero
Mi ami davvero è un singolo del cantautore italiano Luca Carboni, che ha debuttato come il più trasmesso in radio nella sua prima settimana di airplay. Il singolo è il primo estratto dal nono album in studio LU*CA.

## Tracce
Testi e musiche di Luca Carboni.
1. Mi ami davvero